# Berthold II. von Landsberg
Bertold von Landsberg, als Bischof von Hildesheim Berthold II. (* vor 1454; † 4. Mai 1502 auf Schloss Rotenburg bei Verden), war Bischof von Verden und von Hildesheim.

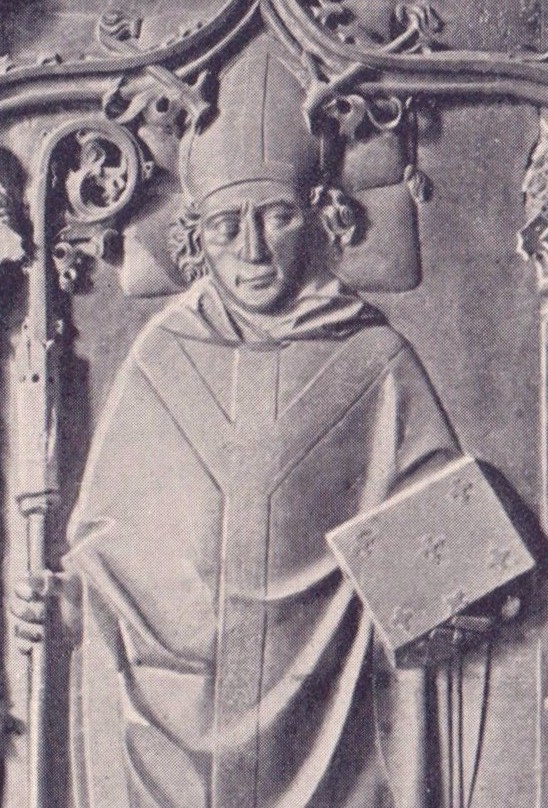
Grabmal von Bertold von Landsberg

## Leben

### Aufstieg zum Bischof von Verden
Er stammte aus dem niedersächsischen Adelsgeschlecht Landsberg (auch Landesbergen, nicht zu verwechseln mit dem gleichnamigen westfälischen Geschlecht). Sein Vater war Ulrich von Landsberg. Berthold von Landsberg schrieb sich am 17. Mai 1454 zum Studium an der Universität Rostock ein. Er studierte Rechtswissenschaften und wurde Doktor beider Rechte. Landsberg wurde Domherr in Verden und 1464 Domdechant. Seit 1468 war er wegen der altersbedingten Kränklichkeit von Bischof Johannes III. von Asel der eigentliche Leiter des Stifts. Im Jahr 1470 drängte das Domkapitel Bischof Johann zum Amtsverzicht. An dessen Stelle wählte es Berthold von Landsberg. Diese Wahl wurde von Papst Paul II. bestätigt.

### Bischof von Hildesheim
Im Jahr 1472 war er daran beteiligt, mit Unterstützung der Stadt Hildesheim seinen Vetter Henning vom Haus gegen verschiedene Gegenkandidaten zum Bischof von Hildesheim zu machen. Dies führte zu einer Fehde. Da Henning von Hus sich gegen den Stiftsadel und den Dompropst nicht durchsetzen konnte und es zu weiteren kriegerischen Auseinandersetzungen mit Braunschweig und Hessen kam, trat er 1481 zu Gunsten Bertholds zurück. Auf entsprechende Bitte wurde dies vom Papst bestätigt. Mit päpstlicher Genehmigung konnte er als Administrator auch das Stift Verden weiter leiten.

### Große Fehde
Er versuchte, die finanziellen Probleme im Bistum Hildesheim durch neue Steuern zu beheben. Dies führte 1484 zu schweren Konflikten mit der Stadt Hildesheim in der „Großen Fehde.“ Die Hildesheimer nahmen unter anderem Vasallen des Bischofs gefangen. Berthold setzte kirchliche Strafen wie Bann und Interdikt ein. Dennoch musste er nachgeben. In der Folge begannen die Bürger von Hildesheim, die Befestigungsanlagen der Stadt zu verstärken. Dem Befehl des Bischofs, die Mauern auf den alten Stand zurückzubauen, leisteten die Bürger keine Folge. Der wieder ausbrechende Krieg war auf beiden Seiten von Zerstörung und Plünderung begleitet. Erst 1486 kam es zu einem Vergleich und einem Friedensschluss. Dennoch gab es weitere Spannungen.

### Innere und Äußere Politik
Mit dem stärksten Feind seines Vorgängers, Herzog Wilhelm von Braunschweig, schloss Berthold einen auf zwanzig Jahre angelegten Bündnisvertrag. Allerdings zeigte sich bald, dass Braunschweig Berthold nicht in seinen Auseinandersetzungen mit dem Stiftsadel unterstützte.
Verschiedene norddeutsche Städte schlossen sich gegen ihre Landesherren zusammen. Unter diesen war auch Hildesheim. Die Städte Braunschweig und Hildesheim siegten 1483 gegen Herzog Heinrich von Braunschweig bei Bleckenstedt.
Wegen des nicht gerechtfertigten päpstlichen Bannes gegen die Bistümer Hildesheim und Verden reiste Berthold 1488 nach Rom. Ihm gelang es nicht, den Adel unter Kontrolle zu bringen. Das Treiben eines Adeligen aus dem Hause Schwicheldt führte dazu, dass der Papst im Jahr 1500 die Hildesheimer Kirche erneut bannte.
Im Jahr 1493 schloss er einen ebenfalls auf zwanzig Jahre angelegten Schutzvertrag mit dem Erzstift Bremen. Unter Erzbischof Johann Rode konnte das Bündnis nicht aufrechterhalten werden.

### Förderung kirchlichen und kulturellen Lebens
Wegen der unruhigen Verhältnisse im Stift Hildesheim residierte Berthold zumeist auf Schloss Rotenburg im Stift Verden. Berthold war ein Förderer des kirchlichen Lebens. So protegierte er den Kult der Eucharistie, die Verehrung der heiligen Anna und der Diözesanpatrone. In seiner Zeit kam es zur Reform der Klöster, etwa von Isenhagen, Ringelheim und Grauhof. Auch war er Förderer der Kunst und Geschichtsschreibung. Insbesondere fällt in seine Zeit der Neubau des Kirchenschiffs des Verdener Doms. Dort wurde er auch begraben. Die Bronzeplatte des Verstorbenen ist erhalten und berichtet über den Tod des Bischofs am Tag vor Christi Himmelfahrt 1502.